# Линько Олеся Сергіївна
Олеся Сергіївна Линько (нар. 22 листопада 1997, Мінськ, Білорусь) — білоруська футболістка, захисниця російського клубу «Зірка-2005». Виступала за збірну Білорусі.

## Клубна кар'єра
Дорослу футбольну кар'єру розпочала 2015 року в «Мінську». У 2019 році перебралася в «Зорку-БДУ», але вже наступного року повернулася до «Мінська».
У 2021 році перейшла до «Зірки-2005».

## Кар'єра в збірній
Виступала за юнацьку та молодіжні збірні Білорусі. У футболці національної збірної Білорусі дебютувала 2017 року.

## Досягнення
командні
- Чемпіонат Білорусі
  -  Чемпіон (4): 2015, 2016, 2017, 2018
  -  Срібний призер (2): 2019, 2020

- Кубок Білорусі
  -  Володар (4): 2015, 2016, 2017, 2018
  -  Фіналіст (1): 2020

особисті
- учасниця Ліги чемпіонів